# Marcus Olsson
Marcus Jonas Munuhe Olsson (ur. 17 maja 1988 w Gävle) – szwedzki piłkarz występujący na pozycji obrońcy w Derby County, do którego trafił w 2016 roku. Marcus ma brata bliźniaka Martina, który również jest piłkarzem. W reprezentacji Szwecji zadebiutował w 2012 roku.